# TILO

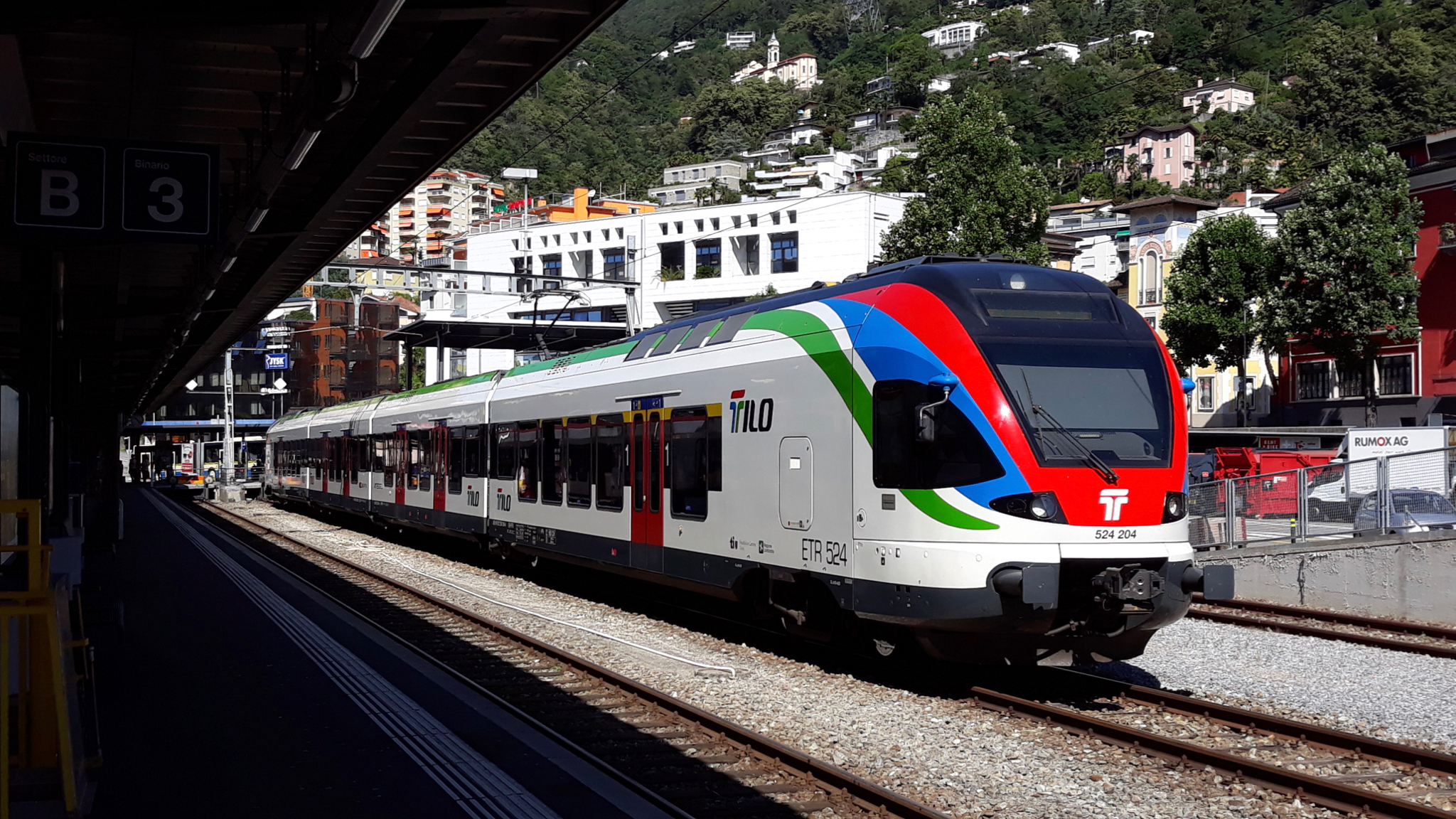
Trein van TILO in Locarno

TILO SA (Treni Regionali Ticino Lombardia) is een Zwitsers-Italiaanse spoorwegmaatschappij. De treinmaatschappij is een joint venture tussen de Zwitserse nationale spoorwegmaatschappij SBB CFF FFS en de Italiaanse treinmaatschappij Trenord. De maatschappij exploiteert regionale treindiensten in het Zwitserse kanton Ticino en de Italiaanse regio Lombardije.

## Geschiedenis
TILO werd in 2004 opgericht als een dochteronderneming van SBB CFF FFS en Trenitalia met hoofdkantoor in Chiasso (Zwitserland). In 2011 nam Trenord de aandelen van Trenitalia over en werd het hoofdkantoor verplaatst naar Bellinzona.
Sinds de oprichting in 2004 zijn er enkele wijzigingen geweest in de treindienst van TILO. Vanaf 15 december 2014 reed de maatschappij een pendeldienst op het eerste deel van de heropende spoorlijn Mendrisio - Varese, totaan het Zwitserse grensdorp Stabio. Nadat de rest van de lijn opgeleverd werd kon de treindienst verlengd worden naar Varese en de luchthaven Milano-Malpensa en gekoppeld worden aan andere treindiensten van TILO. Ook de opening van de Ceneri-basistunnel in 2020 zorgde voor een herorganisatie van de treindienst, omdat het mogelijk werd om snelle treindiensten tussen Locarno en Lugano te bieden.

## Routes

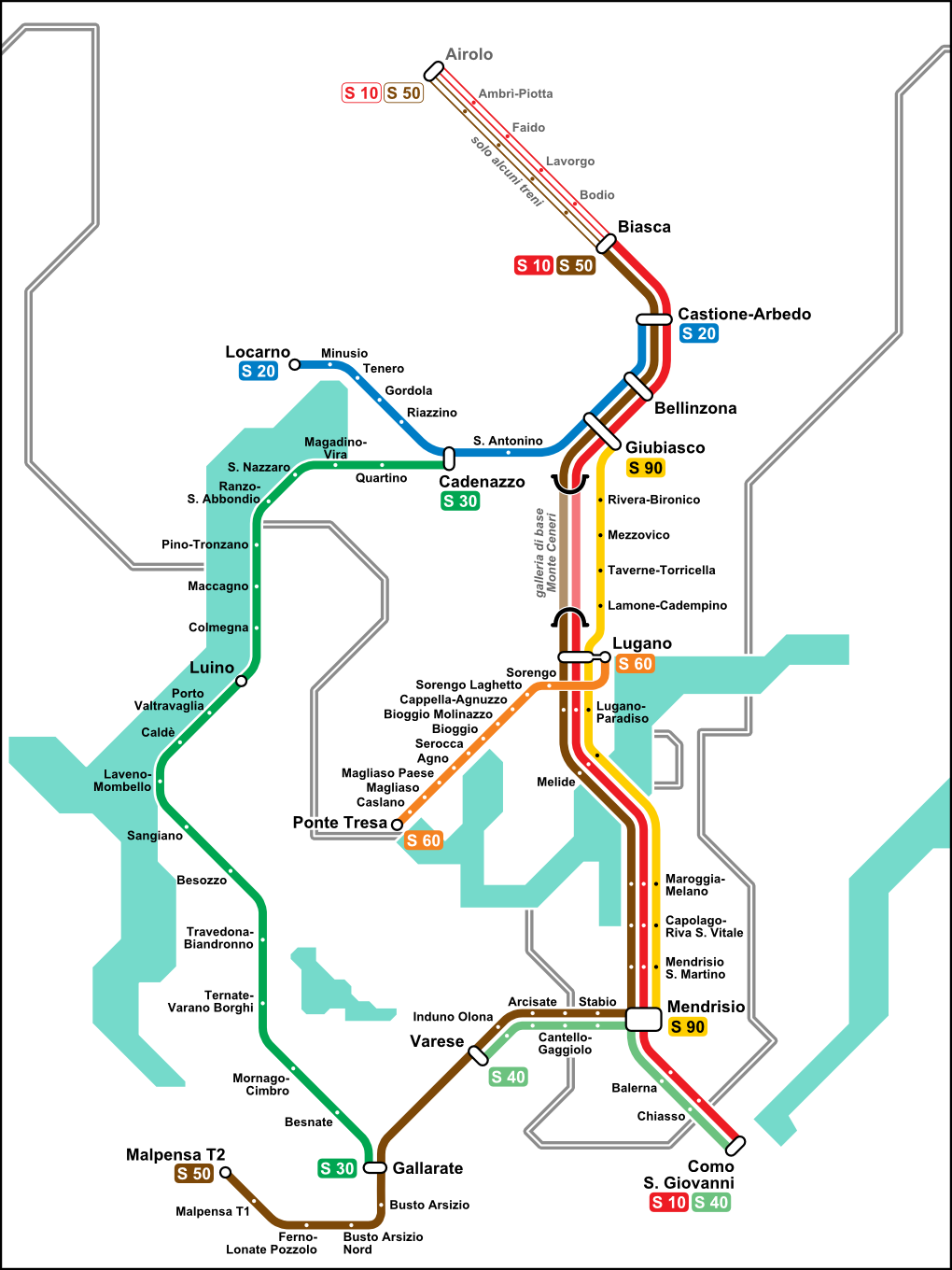
Kaart van het regionale treinnetwerk in Ticino. Met uitzondering van de S60 (gereden door de FLP) worden deze treinen gereden door TILO.

Sinds de opening van de Ceneri-basistunnel bestaat het netwerk van TILO uit zeven lijnen. Met uitzondering van de sneltreindienst tussen Locarno, Lugano, Chiasso en Milaan stoppen alle treinen op alle stations langs de route. TILO bedient alle stations in Ticino op het netwerk van de SBB CFF FFS.
Binnen Zwitserland worden alle stations over het algemeen elk half uur bediend. Tussen Mendrisio en Varese worden de stations afwisselend door de lijnen S40 en S50 bediend. De stations tussen Biasca en Airolo worden alleen in de spitsuren bediend. De S30 rijdt slechts een keer per twee uur, op het trajectdeel in Zwitserland rijden ter aanvulling Postbussen. 
| Lijn | Route                                                                                    | Opmerkingen                                                     |
| S10  | (Airolo –) Biasca – Bellinzona – Lugano – Chiasso (– Como San Giovanni)                  | Rijdt tussen Airolo en Biasca alleen in de spitsuren.           |
| S20  | Castione-Arbedo – Bellinzona – Locarno                                                   |                                                                 |
| S30  | (Bellinzona –) Cadenazzo – Luino (– Gallarate)                                           |                                                                 |
| S40  | Varese – Mendrisio – Como San Giovanni                                                   |                                                                 |
| S50  | Malpensa Aeroporto Terminal 2 – Varese – Stabio – Mendrisio – Lugano – Biasca (– Airolo) | Rijdt tussen Mendrisio en Biasca/Airolo gekoppeld met lijn S10. |
| S90  | Giubiasco – Lugano (– Mendrisio)                                                         | Rijdt via de Ceneri-bergpas                                     |
| RE80 | Locarno – Lugano – Chiasso – Milano Centrale                                             |                                                                 |